# Здание губернского казначейства (Саратов)
Здание губернского казначейства, казённая палата — достопримечательность Саратова. Находится на углу улицы Сакко и Ванцетти и Вольской улицы в Октябрьском районе города. Является памятником архитектуры федерального значения.

## История
На месте здания губернского казначейства некогда располагалось землевладение князя Н. И. Куткина. В конце XIX века на этом месте был построен деревянный цирк, который погиб в пожаре в феврале 1900 года. Пустующую территорию на пустыре на пересечении улиц Вольской и Большой Кострижной (ныне — улица Сакко и Ванцетти) решили отдать для постройки Дома министерства финансов. Архитектором был выбран Юрий Николаевич Терликов.
Здание было построено в 1909—1910 годах из кирпича. Ю. Н. Терликов поставил целью возвести здание, удобное как для работников, так и посетителей. Здание имеет строгий вид, оно лишено лепнины и прочих излишеств, весь декор оформлен из кирпича. В том же жёстком стиле декора оформлены решётки, навесы, оконные переплёты на крупных оконных проёмах.
Во время Первой мировой войны некоторые помещения первого этажа здания казначейства (по-видимому, глядевшие на Вольскую улицу) были выделены под лазарет, остальные комнаты занимали саратовское казначейство, губернский распределительный комитет, общее присутствие по дополнительному промысловому налогу, губернские присутствия по квартирному налогу и налогу с недвижимого имущества.
В период Гражданской войны в бывшем здании губернского казначейства находился штаб Саратовского укреплённого района, в которое приезжал командарм С. С. Каменев.
Во время Великой Отечественной войны в это здание переехала средняя школа. В дальнейшем здесь разместился областной Совет профсоюзов.
Ныне здесь находятся различные профсоюзы, государственные учреждения и частные фирмы.

## Булгаков в Саратове

Барельеф Булгаков М.А.

На стене здания со стороны улицы Сакко и Ванцетти установлена Мемориальная плита с барельефом писателя и текстом В юности писатель Михаил Булгаков, посещая Саратов (1911-1917 гг.), останавливался в этом доме, где жила его первая любовь Татьяна Лаппа.